# Pelson
Pelson, właśc. Tomasz Władysław Szczepanek (ur. 13 lipca 1978 w Warszawie) – polski raper i producent muzyczny. Tomasz Szczepanek znany jest przede wszystkim z wieloletnich występów w zespole hiphopowym Molesta Ewenement, którego był członkiem w latach 1999–2016. Wraz z grupą uzyskał m.in. nominację do nagrody polskiego przemysłu fonograficznego Fryderyk. Następnie współtworzył duet wraz z Vieniem. Efektem była trylogia Autentyk. Druga płyta z serii przyniosła raperowi kolejną nominację do Fryderyka. Od 2005 roku prowadzi również solową działalność artystyczną. Natomiast, od 2009 roku współtworzył trio Parias. Należał także do formacji Funky Joint Squad.
Pelson współpracował ponadto m.in. z takimi wykonawcami jak: Zipera, WWO, Waco, DJ. B, Massey, Grammatik, 2cztery7, Pjus, DJ Decks, Mor W.A., DJ 600V, Wigor, Diox oraz The Returners. Od 2006 roku Szczepanek wraz członkami zespołu Molesta Ewenement prowadzi wytwórnię muzyczną Respekt Records. Wcześniej był związany z firmą Baza Lebel. Był także współzałożycielem firmy Anonim Grupa.
Był w związku partnerskim z raperką Mei, znaną z występów w tercecie Chix. Prywatnie pasjonat golfa.
Pod koniec września 2017 muzyk poinformował o zakończeniu kariery muzycznej.

## Życiorys
Pelson zadebiutował na wydanej w 1998 roku pierwszej płycie warszawskiego zespołu hip-hopowego Molesta Ewenement – Skandal. Zwrotki rapera znalazły się w trzech utworach: „Szacunek”, „Się żyje” oraz „Jeszcze jedno”. Muzyk gościł także na wydanym latem albumie producenckim DJ-a 600V – Produkcja hip-hop, w nagranym z Vieniem utworze „Dziękówka dla chłopaków”. Tego samego roku do sprzedaży trafiły kompilacje z udziałem Pelsona – Osiedle pełne rymów, czyli hip Hop jak okiem sięgnąć i Hiphopowy raport z osiedla w najlepszym wykonaniu. Na pierwszej z nich znalazł się utwór z albumu producenckiego DJ-a 600V „Dziękówa dla chłopaków”, natomiast na drugą trafiła kompozycja „Koncerty” zarejestrowana wraz z kolektywem ZIP Skład i ponownie Vieniem. Rok później, Pelson z piosenką „Revolucja (V6 Remix)” znalazł się na płycie producenckiej DJ-a 600V pt. Szejsetkilovolt. Pod koniec 1999 roku ukazał się drugi, wyróżniony nominacją do Fryderyka materiał Molesty zatytułowany Ewenement, również z gościnnym udziałem Pelsona w utworach „Co jest nauczane” i „Ewenement”. Wkrótce potem Szczepanek został oficjalnym członkiem Molesty. W 2000 roku ukazały się kolejno, debiutanckie płyty zespołów Zipera – O.N.F.R. i WWO – Masz i pomyśl. Zwrotki Pelsona znalazły się, odpowiednio w piosenkach „Mgła” i „Polskie realia”. Pod koniec roku ukazała się pierwsza płyta Molesty z Pelsonem jako oficjalnym członkiem zatytułowana Taka płyta... Nagrania dotarły do 12. miejsca listy OLiS. Płyta przyniosła zespołowi również drugą nominację do Fryderyka.
Rok później raper gościł na producenckiej płycie Waco pt. Świeży materiał w utworze „Czas dokonać wyboru” nagranym wraz z Wilkiem. Na rynku muzycznym ukazała się także sygnowana kompilacja Molesty pt. Radio Ewenement 5 G Fm. Na wydawnictwie znalazły się dwie piosenki Pelsona – „0 22” i nagrane z Włodim „Słodkie kłamstwa”. W 2001 roku Pelson wziął udział w produkcji „Mówią bloki człowieku 2”, filmie dokumentalnym w reżyserii Joanny Rechnio. Także, w 2001 roku doszło do bliższej współpracy z Vieniem. W efekcie, w 2002 roku ukazał pierwszy album duetu zatytułowany Autentyk. Gościnnie na płycie wystąpili m.in. Pono, Sokół, Tomasz Lipiński oraz Frenchman – muzyk związany z formacją Jamal. Wydawnictwo promowane teledyskami do utworów „Nokaut techniczny” i „Prawdziwy rap” dotarło do 8. miejsca zestawienia OLiS. Nagrania utrzymane w stylistyce odmiennej do macierzystego zespołu raperów Molesty Ewenement szybko zyskały na popularności. Piosenki z debiutu były emitowane m.in. przez ogólnopolskie stacje radiowe. Z kolei piosenka „Prawdziwy rap” znalazła się m.in. w zestawieniu programu TVP 30 ton – lista, lista przebojów, gdzie uplasowała się na 25. miejscu. W międzyczasie Pelson gościł na nielegalu DJ.-a B – Styl pijanego mistrza w nagranym z Ponem utworze „Propsy”. W sierpniu 2003 roku został wydany album producencki znanego ze składu Slums Attack – DJ-Decksa – Mixtape Vol. 3. Na wydawnictwie znalazł się nagrany z Vieniem utwór zatytułowany „Za mikrofonem”. 18 października tego samego roku został wydany drugi album duetu Vienio i Pele pt. Autentyk 2. Na płycie wyprodukowanej przez samego Vienia, oraz Pelsona, DJ-a 600V i Tomasza Lipińskiego wystąpili gościnnie m.in. Włodi, Wigor i Wacim. Wydawnictwo dotarło do 16.miejsca listy OLiS. Pewną popularność zyskał jedynie utwór „To dla moich ludzi” z gościnnym udziałem Gutka i Lui. Piosenka była notowana na 28. miejscu Szczecińskiej Listy Przebojów Polskiego Radia. Jeszcze w 2003 roku album uzyskał nominację do nagrody polskiego przemysłu fonograficznego Fryderyka w kategorii „najlepszy album hip-hop”. Również w 2003 roku ukazał się kolejny album producencki DJ-a 600V z udziałem Pelsona zatytułowany – 600 °C. Muzyk gościł wraz z Vieniem w kompozycji „Byłem tam”.
W 2004 roku Pelson wziął udział w trasie koncertowej „RBK Hip Hop Tour 2004”. Wydarzenie było promowane kompilacją różnych wykonawców U Ciebie w mieście. Na minialbumie znalazł się m.in. popularny, utwór tytułowy, emitowany intensywnie m.in. przez stację telewizyjną VIVA Polska. Ponadto dochód ze sprzedaży wydawnictwa został przeznaczony na cele charytatywne. Raper gościł także na płytach Mor W.A. – Dla słuchaczy i Vito WS – Ostatnie takie solo. W 2005 roku ukazał się ostatni album duetu Vienio i Pele zatytułowany Autentyk 3. Materiał był promowany m.in. piosenką „To jest mój hardcore”, która dotarła do 8. miejsca zestawienia telewizyjnego 30 ton – lista, lista przebojów. Z kolei sama płyta była notowana, również na 8. miejscu Oficjalnej Listy Sprzedaży (OLiS). Odbyła się także druga część „RBK Hip Hop Tour”, zaanonsowana kompilacją U Ciebie w mieście 2. W międzyczasie Szczepanek wystąpił na płycie Masseya – Nowa jakość. Pod koniec 2005 roku do sprzedaży trafił debiut solowy Pelsona zatytułowany Sensi. Materiał został wydany przez oficynę Anonim Grupa w limitowanym do 2000 egzemplarzy nakładzie. Płytę poprzedził wydany tego samego roku singel do utworu „Zawieszeni w próżni”. Gościnnie w nagraniach wzięli udział m.in. Vienio, Rocca, Flexxip, Wigor, Maleo Reggae Rockers oraz Pezet. Natomiast producentami utworów byli DJ Seb, Waco, Mes, a także sam Pelson. W ramach promocji do utworów „Konekcion” i „Zawieszeni w próżni” zostały zrealizowane teledyski. Płyta nie odniosła sukcesu komercyjnego. Według Szczepanka większość funduszy przeznaczonych na wydanie albumu zaabsorbowały m.in. koszty tłoczenia co uniemożliwiło promocję na szerszą skalę.
W 2006 roku Pelson wystąpił w dubbingowanej roli we francuskiej produkcji „Ziomek”. Tego samego roku jako on sam zagrał w filmie fabularnym „Chaos” w reżyserii Xawerego Żuławskiego. Raper wystąpił m.in. u boku związanych z ZIP Składem raperów: Fu i Sokołem. Również w 2006 roku został wydany czwarty album Molesty pt. Nigdy nie mów nigdy. Płyta uplasowała się na 5. miejscu zestawienia OLiS. W ramach promocji do utworów „Tak miało być”, „Powrót”, „Wróg” i „Nie wiem jak Ty” powstały teledyski. Rok później Pele wystąpił wraz z Włodim w utworze „A Wy” na płycie składu Grammatik – Podróże. W 2008 roku, Molesta ponownie jako trio zespół nagrał piąty album studyjny pt. Molesta i kumple. Wydawnictwo dotarło do. 7 miejsca listy OLiS. Dwa lata później płyta uzyskała status złotej. Także w 2008 roku ukazał się album formacji 2cztery7 – Spaleni innym słońcem z udziałem Pelsona w kompozycji „Powód do dumy”. Rok później Pelson wraz z Włodim rapował na debiucie solowym Pjusa pt. Life After Deaf. W 2011 roku Pelson rymował na płytach duetu Wigor i Trojak – Synteza i Vienio Vs. Way Side Crew – Wspólny mianownik. W 2012 roku Szczepanek wystąpił gościnnie na płytach: Diox’a i duetu producenckiego The Returners – Backstage oraz Donatana – Równonoc. Słowiańska dusza. 7 grudnia tego samego roku ukazał się pierwszy minialbum Pelsona zatytułowany 3854 i 3 kroki. Utrzymany w formie koncept albumu materiał wyprodukował duet MAUi WOWiE (Rollin’ i Dj Tort). Natomiast oprawę graficzną przygotował raper, znany z występów w formacji HiFi Banda Diox. Płyta poprzedzona trzema teledyskami do utworów „Wierny sobie”, „Intro” oraz „Sen na jawie” dotarła do 3. miejsca zestawienia OLiS. Także w 2012 roku raper wystąpił w filmie dokumentalnym Małgorzaty Ruszkiewicz „Drogi” poświęconemu zespołowi Indios Bravos.

## Dyskografia
Albumy
| Autentyk (oraz Vienio)      | - Data: 31 sierpnia 2002 - Wydawca: Baza Label     | 8  | - POL: 10 tys.+ |
| Autentyk 2 (oraz Vienio)    | - Data: 18 października 2003 - Wydawca: Baza Label | 16 |                 |
| Autentyk 3 (oraz Vienio)    | - Data: 3 lutego 2005 - Wydawca: Baza Label        | 8  | - POL: 3 tys.+  |
| Sensi                       | - Data: 12 grudnia 2005 - Wydawca: Anonim Grupa    | –  | - POL: 2 tys.+  |
| 3854 i 3 kroki (EP)         | - Data: 7 grudnia 2012 - Wydawca: Step Records     | 3  | - POL: 6 tys.+  |
| 186 dni (EP)                | - Data: 6 czerwca 2014 - Wydawca: District Area    | –  |                 |
| Bumelant                    | - Data: 13 maja 2016 - Wydawca: Pelson/J&P         | 17 |                 |
| Linie rytmiczne (EP)        | - Data: 20 marca 2024 - Wydawca: StepHurt          | –  |                 |
| Linie papilarne (EP)        | - Data: 30 stycznia 2025 - Wydawca: StepHurt       | 3  |                 |
| „–” album nie był notowany. |                                                    |    |                 |

Single
| „Nokaut techniczny” (oraz Vienio)                  | 2002 | 41 | 25 | Autentyk             |
| „Prawdziwy rap” (oraz Vienio)                      | 2003 | 43 | –  | Autentyk             |
| "To dla moich ludzi" (oraz Vienio)                 | 2003 | 28 | –  | Autentyk 2           |
| „U Ciebie w mieście” (oraz WWO, Vienio)            | 2004 | 30 | –  | U Ciebie w mieście   |
| „U Ciebie w mieście 2” (oraz Vienio, Pezet i inni) | 2005 | 46 | –  | U Ciebie w mieście 2 |
| „To jest mój hardcore” (oraz Vienio)               | 2005 | –  | 8  | Autentyk 3           |
| "Zawieszeni w próżni"                              | 2005 | –  | –  | Sensi                |
| "Zawieszeni w próżni / Bez snu"                    | 2007 | –  | –  | Sensi                |
| "A pamiętasz jak?" (oraz Chada, Ero i inni)        | 2011 | –  | –  | –                    |
| „–” singel nie był notowany.                       |      |    |    |                      |

Inne
| Album                                                             | Rok  | Uwagi | Źródło |
| ----------------------------------------------------------------- | ---- | --- | ------ |
| Molesta Ewenement – Skandal                                       | 1998 | gościnnie rap w utworach „Szacunek”, „Się żyje” i „Jeszcze jedno” | [ 7 ]  |
| Osiedle pełne rymów, czyli hip Hop jak okiem sięgnąć (kompilacja) | 1998 | rap w utworze „Dziękówa dla chłopaków” | [ 9 ]  |
| Hiphopowy raport z osiedla w najlepszym wykonaniu (kompilacja)    | 1998 | rap w utworze „Koncerty” | [ 10 ] |
| DJ 600V – Produkcja hip-hop                                       | 1998 | gościnnie rap w utworze „Dziękówka dla chłopaków” | [ 8 ]  |
| DJ 600V – Szejsetkilovolt                                         | 1999 | gościnnie rap w utworze „Revolucja (V6 Remix)” | [ 11 ] |
| Molesta Ewenement – Ewenement                                     | 1999 | gościnnie rap w utworach „Co jest nauczane” i „Ewenement” | [ 12 ] |
| Zipera – O.N.F.R.                                                 | 2000 | gościnnie rap w utworze „Mgła” | [ 16 ] |
| WWO – Masz i pomyśl                                               | 2000 | gościnnie rap w utworze „Polskie realia” | [ 17 ] |
| Waco – Świeży materiał                                            | 2001 | gościnnie rap w utworze „Czas dokonać wyboru” | [ 18 ] |
| Radio Ewenement 5 G Fm (kompilacja)                               | 2001 | rap w utworach „Słodkie kłamstwa (gościnnie Alex)” i „0 22” | [ 19 ] |
| DJ. B – Styl pijanego mistrza                                     | 2002 | gościnnie rap w utworze „Propsy” | [ 23 ] |
| GRZ – Samuraj                                                     | 2002 | produkcja utworu „Nic do stracenia” | [ 65 ] |
| Pono – Hołd                                                       | 2002 | produkcja utworu „Spokój ducha” | [ 66 ] |
| DJ 600V – 600 °C                                                  | 2003 | gościnnie rap w utworze „Byłem tam” | [ 29 ] |
| DJ Decks – Mixtape Vol. 3                                         | 2003 | gościnnie rap w utworze „Za mikrofonem” | [ 24 ] |
| Mor W.A. – Dla słuchaczy                                          | 2004 | gościnnie rap w utworze „Symbioza” oraz produkcja utworu „Do mnie mów” | [ 31 ] |
| U Ciebie w mieście (kompilacja)                                   | 2004 | rap w utworach „U Ciebie w mieście”, „Miejski Gruff”, „U Ciebie w mieście (Remix DJ 600V)”, „U Ciebie w mieście (Remix DJ Deszczu Strugi)” i „Miejski gruff (Remix DJ Romek)” | [ 30 ] |
| Hip-Hop.pl – Kompilacja                                           | 2004 | rap w utworach „Nokaut techniczny” i „To dla moich ludzi” | [ 67 ] |
| Vito WS – Ostatnie takie solo                                     | 2004 | gościnnie rap w utworze „To dla moich ludzi...” | [ 32 ] |
| Fu – Wrodzony instynkt                                            | 2004 | produkcja utworu „Twój problem” | [ 68 ] |
| Massey – Nowa jakość                                              | 2005 | gościnnie rap w utworze „Nowa jakość” | [ 35 ] |
| U Ciebie w mieście 2 (kompilacja)                                 | 2005 | rap w utworach „U Ciebie W Mieście 2”, „Tracisz grunt”, „U Ciebie w mieście 2 (Waco Remix)”, „Tracisz Grunt (Dezmond Remix)” i „U Ciebie w mieście 2 (DJ Seb Remix)”          | [ 34 ] |
| Dekalog Hip-Hop (kompilacja)                                      | 2005 | rap w utworze „Dla nich Ty” | [ 69 ] |
| Juras, Wigor – Wysokie loty                                       | 2005 | produkcja utworu „Pojawiam się i znikam” | [ 70 ] |
| Hiphopstacja 3                                                    | 2006 | rap w utworze „Tak od 7 lat (Remix)” | [ 71 ] |
| Grammatik – Podróże                                               | 2007 | gościnnie rap w utworze „A Wy” | [ 38 ] |
| 2cztery7 – Spaleni innym słońcem                                  | 2008 | gościnnie rap w utworze „Powód do dumy” | [ 40 ] |
| Road Hip-Hop Classic 2008 (kompilacja)                            | 2008 | rap w utworze „Dziękówa dla chłopaków” | [ 72 ] |
| Pjus – Life After Deaf                                            | 2009 | gościnnie rap w utworze „Wybieram spokój” | [ 41 ] |
| Wigor, Trojak – Synteza                                           | 2011 | gościnnie rap w utworze „Twarze i spojrzenia” | [ 42 ] |
| Vienio Vs. Way Side Crew – Wspólny mianownik                      | 2011 | gościnnie rap w utworze „Dla społeczeństwa” | [ 43 ] |
| Diox, The Returners – Backstage                                   | 2012 | gościnnie rap w utworze „Kroki” | [ 44 ] |
| Donatan – Równonoc. Słowiańska dusza                              | 2012 | gościnnie rap w utworze „Jestem stąd jestem sobą” | [ 45 ] |
| Tede – Elliminati                                                 | 2013 | gościnnie rap w utworze „Tak się robi remix” | [ 73 ] |
| Otsochodzi – Nowy kolor                                           | 2017 | gościnnie rap w utworze „Szacunek Za Klasyk” | [ 74 ] |
| Pjus – Słowowtóry                                                 | 2017 | gościnnie rap w utworze „Niewielka warszawska” |        |

## Teledyski
| Tytuł | Rok  | Reżyseria                        | Album                     | Źródło        |
| --- | ---- | -------------------------------- | ------------------------- | ------------- |
| „Nokaut techniczny” (oraz Vienio) | 2002 | –                                | Autentyk                  | [ 75 ]        |
| „Prawdziwy rap” (oraz Vienio) | 2002 | –                                | Autentyk                  | [ 76 ]        |
| „Tak od 7 lat” (oraz Vienio) | 2003 | –                                | Autentyk 2                | [ 77 ]        |
| „Zawistne serce” (oraz Vienio, gościnnie: Włodi) | 2003 | –                                | Autentyk 2                | [ 78 ]        |
| „To dla moich ludzi” (oraz Vienio, gościnnie: Gutek, Lui) | 2003 | –                                | Autentyk 2                | [ 79 ]        |
| „To jest mój hardkor” (oraz Vienio) | 2005 | Grupa 13                         | Autentyk 3                | [ 80 ]        |
| „Chcę żyć” (oraz Vienio) | 2005 | Grupa 13                         | Autentyk 3                | [ 81 ]        |
| „Konekcion” (gościnnie: Rocca/La Cliqua, Tres Coronas/Vienio) | 2006 | –                                | Sensi                     | [ 82 ]        |
| „Zawieszeni w próżni” | 2006 | –                                | Sensi                     | [ 83 ] [ 84 ] |
| „Wierny sobie” | 2012 | Toczy Videos                     | 3854 i 3 kroki            | [ 47 ]        |
| „Intro” | 2012 | Film Head Production             | 3854 i 3 kroki            | [ 48 ]        |
| „Sen na jawie” (gościnnie: Grizzlee) | 2012 | Toczy Videos                     | 3854 i 3 kroki            | [ 49 ]        |
| „O niej” (gościnnie: Hades) (wersja 1) | 2013 | Tomasz Pawlik                    | 3854 i 3 kroki            | [ 85 ]        |
| „O niej” (gościnnie: Hades) (wersja 2) | 2013 | Adrian Rentel                    | 3854 i 3 kroki            | [ 86 ]        |
| „Czarno-biały” (gościnnie: Kubson) | 2013 | Tomasz Klimko, Jakub Polański    | 3854 i 3 kroki            | [ 87 ]        |
| „Kinematografia” (gościnnie: Eldo) | 2013 | r5 Films                         | 3854 i 3 kroki            | [ 88 ]        |
| „Wagary” | 2014 | SSG                              | 186 dni                   | [ 57 ]        |
| „Czuję do dziś” (gościnnie: Eldo, Diox) | 2014 | SSG                              | 186 dni                   | [ 89 ]        |
| „Jak nigdy wcześniej” | 2014 | SSG                              | 186 dni                   | [ 90 ]        |
| "#Hot16Challenge” | 2014 | –                                | –                         | [ 91 ]        |
| „Rytm serca” | 2016 | R5 video                         | Bumelant                  | [ 58 ]        |
| Gościnnie |      |                                  |                           |               |
| Massey – Nowa jakość” (gościnnie: Pelson) | 2005 | Jacek Szymański, Michał Sadowski | Nowa jakość               | [ 92 ]        |
| Diox, The Returners – „Kroki” (gościnnie: Pelson) | 2012 | Letemknow Sequence               | Backstage                 | [ 93 ]        |
| Wigor, Trojak – „Twarze i spojrzenia” (gościnnie: Pelson) | 2012 | Toczy Videos                     | Synteza                   | [ 94 ]        |
| Tede – „Tak się robi remix” (gościnnie: Pelson, Diox, Obi, VNM, Numer Raz, DJ Tuniziano) | 2013 | Marcin Pietkiewicz               | Elliminati                | [ 95 ]        |
| Inne |      |                                  |                           |               |
| Vienio, Pele, WWO – „U Ciebie w mieście” | 2004 | –                                | U Ciebie w mieście        | [ 96 ]        |
| Vienio, Pele, JWP, Pezet, O.S.T.R., Lil’ Dap – „U Ciebie w mieście 2” | 2005 | Jakub Łubniewski                 | U Ciebie w mieście 2      | [ 97 ]        |
| Numer Raz, Pelson, Onar, Sokół, Małolat, Chada, Pezet i inni – „A pamiętasz jak?” | 2011 | LetEmKnow                        | A pamiętasz jak? (singel) | [ 98 ]        |
| Eldo i Pelson – „Gorejący krzew” | 2013 | Tomasz Knittel, Michał Rułka     | –                         | [ 99 ]        |
| Pyskaty, Numer Raz, Proceente, Pelson, Rahim, Łysol, Mielzky, Dwa Sławy, Zeus, Chada, Klasik, Quebonafide, JodSen, Joteste, Bezczel, Siwers, Ten Typ Mes – „Najsilniejsi przetrwają” (prod. DJ Premier, Luxon) | 2014 | Piotr Sawicki, Hanusz Bystry     | –                         | [ 100 ]       |

## Filmografia
| Tytuł                         | Rok  | Uwagi                                                                                                 | Źródło        |
| ----------------------------- | ---- | --- | ------------- |
| „Mówią bloki człowieku 2”     | 2001 | film dokumentalny, reżyseria: Joanna Rechnio                                                          | [ 20 ]        |
| "Blokersi”                    | 2001 | film dokumentalny, reżyseria: Sylwester Latkowski                                                     | [ 101 ]       |
| "Chaos”                       | 2006 | film fabularny, reżyseria: Xawery Żuławski                                                            | [ 37 ]        |
| "Ziomek”                      | 2006 | rola dubbingowana, serial animowany, reżyseria: Laurent Nicolas                                       | [ 36 ]        |
| „Grzesiuk, chłopak z ferajny” | 2006 | film dokumentalny, reżyseria: Mateusz Szlachtycz                                                      | [ 102 ]       |
| „Drogi”                       | 2012 | film dokumentalny, reżyseria: Małgorzata Ruszkiewicz                                                  | [ 51 ] [ 52 ] |
| „Pionierzy stylu – Włodi”     | 2014 | film dokumentalny, realizacja: Michał Kowal, Jacek „Merd” Wszoła, Piotr „Steez” Szulc, Kamil Sołdacki | [ 103 ]       |

## Nagrody i wyróżnienia
| Rok  | Kategoria                        | Nagroda            | Uwagi      | Źródło  |
| ---- | -------------------------------- | ------------------ | ---------- | ------- |
| 2003 | Album Roku HIP-HOP (Autentyk II) | Fryderyk           | Nominacja  | [ 28 ]  |
| 2005 | Album hip hop (Autentyk 3)       | Superjedynki       | Nominacja  | [ 104 ] |
| 2006 | Polska Produkcja Roku (Sensi)    | Rapgra Awards 2005 | 5. miejsce | [ 105 ] |